# جامعة ساساري

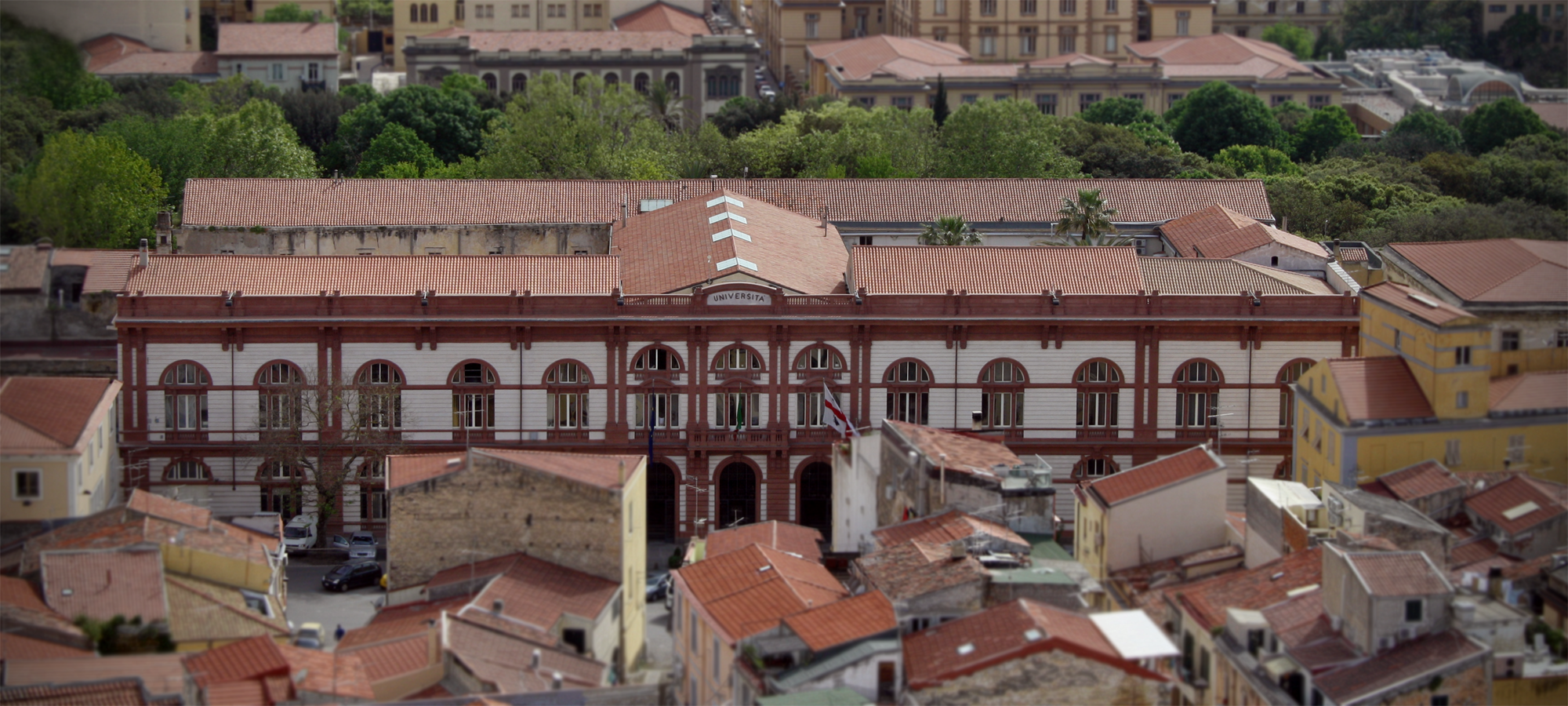
المبنى الرئيس بجامعة ساساري

جامعة ساساري (بالإيطالية: Università degli Studi di Sassari، وتختصر إلى UniSS) هي جامعة إيطالية متوسطة الحجم مقرها مدينة ساساري في جزيرة سردينيا. احتلت سنة 2012 المركز السادس بين أفضل جامعات إيطاليا.
تأسست الجامعة سنة 1558 على يد أليسيو فونتانا، أحد أبناء مدينة ساساري البارزين، وأحد أعضاء مستشارية الإمبراطور كارلوس الخامس، غير أنها لم تفتتح رسميًا إلا في مايو 1562، وكان يقوم عليها عند إنشائها الآباء اليسوعيون.
يبلغ عدد طلاب الجامعة اليوم أكثر من 18 ألف طالب، تصنف بهم الجامعة ضمن الجامعات الإيطالية متوسطة الحجم، ويبلغ عدد أساتذة الجامعة حوالي 700 أستاذًا، يتوزعون على 11 كلية وأكثر من 40 قسمًا أكاديميًا ومركزًا بحثيًا ومعهدًا. وتضم الجامعة أيضًا العديد من المدارس المتخصصة والمؤسسات البحثية ومدارس الأبحاث الخاصة ومدارس الدراسات العليا.

## من مشاهير الأساتذة
- دانيال بوفه: عالم إيطالي، سويسري المولد، حصل على جائزة نوبل في الطب سنة 1957. عُين أستاذًا بجامعة ساساري سنة 1964.
- فرانشيسكو كوسيغا: رئيس الجمهورية الإيطالية (1985 ـ 1992)، كان أستاذًا للقانون الدستوري بجامعة ساساري.

## وصلات خارجية
- الموقع الرسمي للجامعة (بالإيطالية) (بالإنجليزية) (بالألمانية)